# Коломийська ратуша
Коломи́йська ра́туша — ратуша в місті Коломиї Івано-Франківської області.
Побудована 1877 року як приміщення для магістрату міста (колись на іншому місці стояла стара ратуша, яка згоріла 1865 р.). 
Колись тут розташовувалася тюрма ,у якій деякий час перебував Франко Іван Якович який потрапив сюди внаслідок арешту австрійською владою ,за громадсько-політичну діяльність, яку було кваліфіковано як соціалістичну пропаганду 
Споруда триповерхова, у плані П-подібна, зведена у стилі неоренесанс. Північний фасад виходить на початок проспекту Грушевського, східний — на вулицю Вайгеля.
Ратушна вежа наріжна (подібно, як у Яворівської ратуші), що є досить незвичним для такого типу споруд. Вежа зведена 1948 року, квадратна у плані, з простим декором. На вежі розміщений герб Коломиї, над ним — годинник-куранти, з трьома циферблатами (діаметром бл. 1 м). Ще вище, на рівні шостого поверху, влаштований балкон для обходу довкола вежі — з нього колись оглядали місто для швидшого оповіщення в разі пожежі.
Нині в ратуші розташований виконавчий комітет міської ради.